# 니시코야마역
니시코야마역(일본어: 西小山駅)은 일본 도쿄도 시나가와구 고야마 6초메(小山 6丁目)에 있는 도쿄 급행 전철 메구로 선의 철도역이다. 이 역 서쪽을 경계로 시나가와 구와 메구로구가 나뉜다.

## 역 구조
플랫폼은 1면 2선의 지하역이고, 개찰구는 지상 1층에 있다. 원래는 지상 1면2선의 플랫폼이 있었지만 공사 후 2006년 7월 2일에 지하화했다. 2008년 4월 10일에는 지상 3층의 역 빌딩이 완성됐다. 이곳에는 도큐스토어 등이 들어섰다.

### 승강장
| 1 | 메구로 선 | 오오카야마 · 덴엔초후 · 무사시코스기 · 히요시 방면 |
| 2 | 메구로 선 | 무사시코야마 · 메구로・시로카네다이・시로카네타카나와 방면 난보쿠 선, 사이타마 고속철도선 직결운행 고마고메・아카바네이와부치・우라와미소노 방면 도영 지하철 미타 선 직결운행 미타・오테마치・니시타카시마다이라 방면 |

## 이용 상황
2014년도의 하루 평균 승하차 인원은 35,397명이다. 메구로 선 내에서는 위에서 5위, 그 중 급행 통과역에서는 위에서 1위이다. 또 일부 급행 정차역보다 하루 평균 승하차 인원이 많다.

## 역세권 정보
본 역의 서쪽에 시나가와 구와 메구로 구의 경계선이 있다. 역의 양측에는 상가가 밀집되어 있고, 그 주변은 주택지이다. 지상선의 흔적은 역 건물, 주차장 외 센조쿠 역 사이에 시나가와 구의 산책길인 "니시코야마 녹도"을 정비하였다.
- 메구로 구립 중앙 체육관
- 시나가와 고야마고 우체국
- 메구로하라마치 우체국

## 역사
- 1928년 8월 1일: 영업 개시.
- 1999년 8월: 가설 플랫폼, 가설 개찰구로 전환됨. 초대 역사 해체.
- 2000년 8월 6일: 메카마 선이 메구로 선과 도큐 다마가와 선으로 분할되어 메구로 선의 역이 됨.
- 2001년 7월 29일: 스크린도어 사용 개시.
- 2006년 7월 2일: 지하화.
- 2008년 4월 10일: 역 빌딩 완성.
- 2009년 5월: 역전 광장 완성.

## 인접역
| 도쿄 급행 전철 메구로 선       | 도쿄 급행 전철 메구로 선 | 도쿄 급행 전철 메구로 선 |
| ------------------------------ | ------------------------ | ------------------------ |
| MG 03 무사시코야마 메구로 방면 | ■ 각역정차               | 센조쿠 MG 05 히요시 방면 |